# التدخين في هونغ كونغ

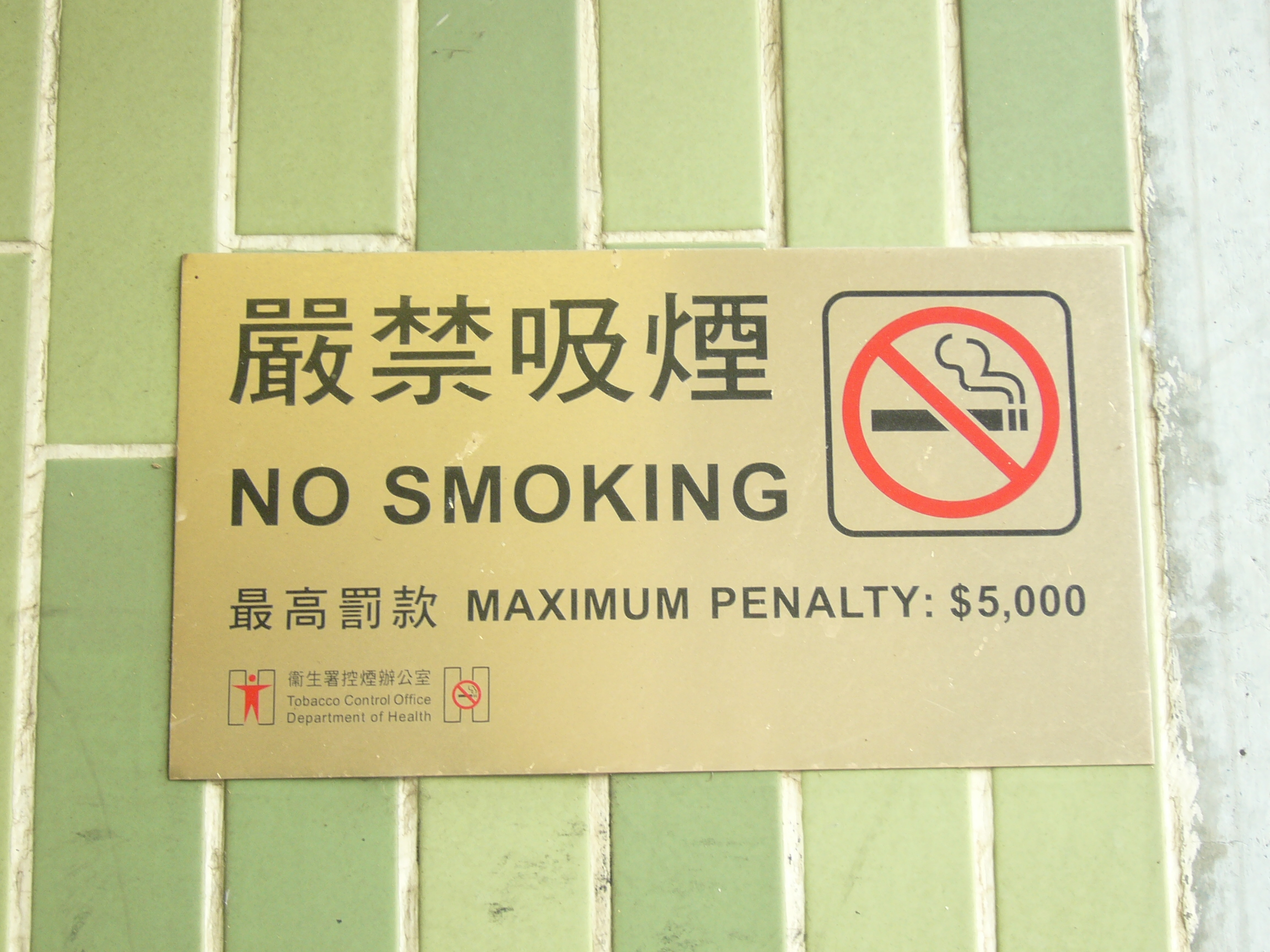
لاقتة حظر التدخين في هونغ كونغ

تم حظر التدخين في الأماكن العامة في منطقة هونغ كونغ الإدارية الخاصة من 1 يناير 2007 تحت قانون الصحة العامة (كاب. 371)، الذي صدر لأول مرة في عام 1982 مع العديد من التعديلات في وقت لاحق. توسع التعديل الأخير لحظر التدخين ليشمل أماكن العمل داخلية، ومعظم الأماكن العامة بما في ذلك المطاعم ومقاهي الإنترنت والمراحيض العامة والشواطئ ومعظم الحدائق العامة. كانت بعض الحانات صالات وحمامات البخار وملهى ليلي معفاة حتى قد 1 يوليو 2009. كما تم حظر التدخين في المصاعد ووسائل النقل العام ودور السينما وقاعات الحفلات الموسيقية والمحطات والمطارات والسلالم المتحركة في الفترة ما بين 1982 و 1997. تم تطبيق هذا الحظر في مراكز التسوق والمتاجر ومحالّ السوبر ماركت والبنوك، وأروقة اللعب منذ تموز / يوليه 1998.
يعتبر التدخين في القطارات عبر الحدود بين هونج كونج والبر الرئيسي للصين حالة شاذة لحظر التدخين؛ لأنها تعمل بشكل مشترك بين مؤسسة MTR والسكك الحديدية الصينية، إذ تسمح تلك الأخيرة بالتدخين في قطارات المطاعم وفي القاعات في نهاية السيارات، ولكنها لا تسمح به في منطقة الجلوس.
يرتكب أي شخص يدخن أو يحمل منتجًا تبغيًا في منطقة قانونية ممنوع التدخين فيها جريمة، ويتحمل إدانة موجزة بغرامة أقصاها 000 5 دولار من دولارات هونغ كونغ. وعلى عكس العديد من الولايات القضائية الأخرى، لا تضع هونغ كونغ المسؤولية على المرخص لها بالخمور لفرض حظر التدخين مع فقدان الترخيص لاحقًا لعدم الامتثال. وينص القانون الجديد، الذي بدأ نفاذه في أيلول / سبتمبر 2009، على عقوبة ثابتة (500 1 دولار من دولارات هونغ كونغ) للتدخين، على قدم المساواة مع المخلفات المختلطة. وفي الوقت نفسه سيتم حظر التدخين في تقاطعات النقل العام المحددة، ولكن لم توضح الحكومة بعد كيف ستنفذ هذا ضد حاملي بطاقات الهوية في هونغ كونغ، لأن الجاني لديه 21 يومًا بعد إصدار تذكرة دفع الغرامة.
في عام 2015، كان المعدل اليومي للتدخين اليومي في هونغ كونغ 10.5٪. وقد انخفض هذا من 23.3٪ في أوائل الثمانينيات. كان هناك في عام 2015 حوالي 641,300 من المدخنين يوميًا (منهم 538,300 أو 83.9٪ من الذكور و 103,000 أو 16.1٪ من الإناث). يدخن حوالي 19٪ من الذكور في هونغ كونغ بينما تصل النسبة في الصين إلى 53٪ من الذكور.
وقد طبّقت الحكومة حظرًا كاملًا على استيراد التبغ والتدخين من الناحية الفنية في هونغ كونغ عند إصدار الميزانية في عام 2009.
كما تدرس الحكومة حظر استيراد وبيع السجائر الإلكترونية في ضوء استخدام السجائر الإلكترونية بين طلاب المدارس الابتدائية والثانوية.

## وصلات خارجية
- Smoke-Free Hong Kong
- "Ban on smoking begins in Hong Kong". انترناشيونال هيرالد تريبيون، نيويورك تايمز. 31 ديسمبر 2006. مؤرشف من الأصل في 2019-11-04.
- "Hong Kong wakes up to smoking ban". إن بي سي نيوز. 2 يناير 2007. مؤرشف من الأصل في 2012-11-03.